# Helmut Koester
Helmut Koester (Amburgo, 18 dicembre 1926 – Lexington, 1º gennaio 2016) è stato un teologo statunitense di origine tedesca, studioso del Nuovo Testamento.

## Biografia
I campi di ricerca di Koester riguardavano l'interpretazione del Nuovo Testamento e la storia e l'archeologia del Cristianesimo delle origini. Ministro ordinato della Chiesa luterana, è stato membro della American Academy of Arts and Sciences, della Society of Biblical Literature e della Studiorum Novi Testamenti Societas. È stato docente di Storia ecclesiastica alla Harvard Divinity School.

## Opere
- Synoptische Überlieferung bei den Apostolischen Vätern (1957)
- Trajectories Through Early Christianity (1971)
- Ancient Christian Gospels: Their History and Development (1990)
- Introduction to the New Testament: History, Culture, and Religion of the Hellenistic Age, Vol. 1, (1995)
- Introduction to the New Testament: History and Literature of Early Christianity, Vol. 2, (2000)
- The Cities of Paul: Images and Interpretations From the Harvard Archaeology Project (CD-ROM, 2004)
- From Jesus to the Gospels (2007) - tradizione italiana: Da Gesù ai vangeli, Brescia, Paideia, 2014
- Paul and His World: Interpreting the New Testament in Its Context (2007) - tradizione italiana: Paolo e il suo mondo, Brescia, Paideia, 2012